# Metaeuchromius circe
Metaeuchromius circe là một loài bướm đêm trong họ Crambidae.